# منطقة ماثورا
ماثورا رمزها «MT» (بالإنجليزية: Mathura)‏ ، هو تقسيم إداري لدولة الهند تتبع ولاية أتر برديش (بالإنجليزية: Uttar  Pradesh)‏ ، مركزها هو مدينة ماثورا (بالإنجليزية: Mathura)‏ عدد سكانها حسب تعداد سنة 2001 هو 2,069,578 ، مساحتها 3,333 كم² وكثافة السكان 621 لكل كم² .